# Sanderumskolen
Sanderumskolen er en skole i Odense Kommune. Skolen har 0.-9. årgang, med 3 spor på hver, og heldagsafdeling. Siden 1. august 2018 har Claus Fagerlund Bayer været skoleleder.